# 髙橋麻里
髙橋 麻里（たかはし まり、1994年12月15日 - ）は、日本の女性アイドル、タレント、声優。Kleissisの元メンバー。株式会社S所属。宮城県仙台市出身。

## 経歴
2006年ごろ、宮城県仙台市の芸能事務所・ステップワンに入り、同事務所内で結成されたユニット「B♭」のメンバーとなる。
2010年7月7日、「Dorothy Little Happy」のメンバーとなり、8月4日、『ジャンプ!』でインディーズデビュー。
2011年3月16日、Dorothy Little Happyとしてavex traxよりミニアルバム『デモサヨナラ』でメジャーデビュー。
2017年10月1日より、声優としてオブジェクトに所属することを発表。
2017年11月7日、『温泉むすめ』の阿蘇ほむら役で声優デビュー。
2018年7月10日、ゲーム『アルカ・ラスト 終わる世界と歌姫の果実』から派生したアイドルユニット「Kleissis」に加入したことを発表。
2018年12月16日、髙橋卒業公演「Dorothy Little Happy Live 2018～Thank you, our story～」（P.A.R.M.S）をもってDorothy Little Happyを卒業。
2022年3月をもって、所属していたオブジェクトがマネージメント事業を終了。同年5月9日より、同じくオブジェクト所属だった坂上晶とともに株式会社Sに所属することが発表された。

## 人物
幼少のころからモーニング娘。や松浦亜弥などのアイドルに憧れを持ち、芸能界事務所のオーディションを受けるようになった。
その後『ラブライブ!』や『マクロスF』などのアニメにも興味を持ち始め、μ'sの東京ドーム公演などに足を運ぶなど声優に憧れを持つようになる。
ラブライブ!の中でも矢澤にこが好きで、温泉むすめ 4thライブで共演した徳井青空に直接「徳井さんに憧れて声優になった」と伝える。
ブログにも度々登場するように、本人いわく苺を大好物としている。

## 出演

### テレビアニメ
2010年代
- 25歳の女子高生（2018年、学生）
- アイスくりたろう（2018年、れもりん）
- 岐阜のたてかよこ（2019年、いちごにゃん）
- ネコこのゴロ 令和版（2019年）

2020年代
- BanG Dream!（2020年 - 2022年、生徒、女の子D） - 1シリーズ + 特別編
- テクノロイド オーバーマインド（2023年、大学生）
- 聖剣学院の魔剣使い（2023年、女子生徒、ミレット）
- ひとりぼっちの異世界攻略（2024年、副委員長C、うさぎ）
- ハミダシクリエイティブ（2024年、客B）
- 片田舎のおっさん、剣聖になる（2025年、子供）
- ぬきたし THE ANIMATION（2025年、イモ）

### 劇場アニメ
- 大室家 dear sisters（2024年、女子A）

### ゲーム
2010年代
- 黒の騎士団～ナイツクロニクル～（2017年、スカーレット）
- Caligula Overdose -カリギュラ オーバードーズ-（2018年）
- 温泉むすめ ゆのはな これくしょん（2018年、阿蘇ほむら）
- アルカ・ラスト 終わる世界と歌姫の果実（2019年、麻木ユン）

2020年代
- ブラウンダスト（2020年、ルル）
- ART CODE SUMMONER（2020年、ジョン・エヴァレット・ミレイ）
- 野生少女（2020年、タイニー）

### 舞台
- キミに贈る朗読会『サトラレ～the reading～』（2021年2月13日 - 14日・4月10日 - 11日・7月3日 - 4日、MsmileBOX渋谷）
- 舞台『D.C.III～ダ・カーポIII～君と旅する時の魔法』（2021年11月17日 - 21日、ニッショーホール）瑠川さら/サラ・クリサリス 役[27]
- 舞台『リニアダッシュ！ POLE POSITION』（2021年11月20日 - 23日、R'sアートコート）筑波研究員 役（声の出演）
- 五反田タイガー『ペイティング・バーレスク～天使がいた場所～』（2022年9月28日 - 10月2日、スペース・ゼロ）アンナ 役
- 朗読劇『リニアダッシュ！ SCHOOL DAYS』（2022年10月22日 - 23日、六本木CLUB EDGE）筑波研究員 役
- 舞台『D.C.III～ダ・カーポIII～ミライへの伝言』（2023年4月19日 - 24日、飛行船シアター）サラ・クリサリス/瑠川さら 役
- 舞台『リニアダッシュ！ RE POLE POSITION』（2023年11月24日 - 26日、R'sアートコート）筑波ピーノ 役

### ラジオ
- 髙橋麻里のたかまりっ!（2019年7月 - 2020年3月、文化放送）

### その他
- アイドルプロジェクト「DreamingDays」（2018年、福原由佳）
- 声優e-Sports部 3期生（2021年3月 - ）YouTubeでのゲーム実況

## ディスコグラフィ

### キャラクターソング
| 発売日         | 商品名                               | 歌                                                                 | 楽曲                            | 備考                   |
| -------------- | ------------------------------------ | ------------------------------------------------------------------ | ------------------------------- | ---------------------- |
| 2018年7月13日  | DreamingDays                         | ReRise                                                             | 「DreamingDays」 「Start☆Line」 | 『DreamingDays』関連曲 |
| 2019年10月16日 | 温泉むすめコンプリートアルバム Vol.3 | 阿蘇ほむら（髙橋麻里）、飯坂真尋（吉岡茉祐）、人吉青井（青山吉能） | 「追伸、ありがとう」            | 『温泉むすめ』関連曲   |

### 参加楽曲
- マジカル☆どりーみん「マジカル☆チェンジ」（avex trax、2015年8月5日）
  - MIMORI・MARI（Dorothy Little Happy）、南口奈々・村上来渚（GEM）、長尾真実・籠谷さくら（X21）によるユニット。アニメ「ジュエルペット マジカルチェンジ」オープニングテーマ[28]。